# Lucas Sánchez
Lucas Maximiliano Sánchez (San Miguel de Tucumán, Tucumán, 25 de enero de 1994) es un futbolista argentino que juega como volante.

## Trayectoria

### Atlético Tucumán
Sánchez debutó con la camiseta de Atlético Tucumán en el año 2014. En el decano jugó hasta 2015.

### Vélez de San Ramón
En 2016 se mudó a Santiago del Estero, para sumarse a Vélez de San Ramón.

### Sportivo Guzmán
En 2022 regresó a su provincia, para jugar en Sportivo Guzmán.

## Clubes
| Club             | País      |
| ---------------- | --------- |
| Atlético Tucumán | Argentina |
| Vélez            | Argentina |
| Sportivo Guzmán  | Argentina |